# 埃爾多倫多 (喬治亞州)
埃爾多倫多（英語：Eldorendo）是位於美國喬治亞州第開特縣的一個非建制地區。該地的面積和人口皆未知。

## 地理
埃爾多倫多的座標為31°02′39″N 84°39′07″W / 31.04417°N 84.65194°W，而該地的平均海拔高度為40米（即131英尺）。